# Bhaktapur
Bhaktapur (nepalsko भक्तपुर, latinizirano: Bhaktapur, dob. 'Mesto privržencev', tudi Khvopa (ख्वप, Khwopa), je staro mesto v vzhodnem kotu Katmandujske doline v Nepalu, približno 13 km od glavnega mesta Katmanduja. Služi kot sedež okrožja Bhaktapur v provinci št. 3. Upravno je razdeljen na 10 oddelkov.
Khvopa je bilo največje od treh Nevaskih kraljestev v Katmandujski dolini in je bilo glavno mesto Nepala v času velikega kraljestva Malla do druge polovice 15. stoletja. Ima več kot 81.728 prebivalcev, od katerih je velika večina še vedno Newa Nepa mi. Zgodovinsko bolj izolirano kot drugi dve kraljestvi, Katmandu in Patan, ima Bhaktapur izrazito drugačno obliko jezika Nepal Bhasa.
Bhaktapur ima najbolj ohranjeno palačno dvorišče in staro mestno jedro v Nepalu, ki ga je Unesco uvrstil na seznam svetovne dediščine zaradi bogate kulture, templjev in lesenih, kovinskih in kamnitih umetnin. To podpira prizadevanja za obnovo in ohranitev preko Bhaktapurskega razvojnega projekta, ki ga financira Nemčija.
Mesto je znano po posebni vrsti dahi (jogurt), ki se imenuje Ju Ju (kralj) dhau (skuta). Izdelovalci skute pravijo, da okusa skute, pripravljene na tej lokaciji, ni mogoče najti drugje po Nepalu.

## Zgodovina
Od nekdaj je ležal na trgovski poti med Tibetom in Indijo. Zaradi tega položaja na glavni poti je mesto postalo bogato in uspešno. To je dom tradicionalne umetnosti in arhitekture, zgodovinskih spomenikov in obrtniških del, veličastnih oken, lončarstva in tkalske industrije, odličnih templjev, čudovitih ribnikov, bogatih lokalnih običajev, kulture, religije, festivalov, glasbenih mističnih predstav, itd. Bhaktapur je še vedno nedotaknjeno in ohranjeno starodavno mesto, kjer turisti najdejo mnoge znamenite kraje.

## Demografija
V času popisa leta 2001 je imelo mesto 72.543 prebivalcev . Moški prebivalci tega mesta nosijo posebno vrsto kap, imenovane Bhadgaunle Topi, Daura Suruval, medtem ko ženske nosijo Hakupataši in Vhantang Suruval. Po oblekah nevarske skupnosti, ki jih nosijo od svojih starodavnih časov, jih ljudje z lahkoto prepoznajo, prav tako pa posebnem jeziku. 

## Znamenitosti

### Layaku (kraljevi trg)
Bhaktapurski kraljevi trg je konglomerat templjev pagod in šikar, večinoma posvečenih hindujskim bogovom in boginjam, ki so združeni okoli 55-okenske paleče iz  opeke in lesa. Trg je ena izmed najbolj očarljivih arhitekturnih razstav v dolini, saj poudarja starodavno umetnost Nepala. Zlati liki kraljev na vrhu kamnitih monolitov, varuhi božanstev, ki gledajo iz svojih svetišč, lesene rezbarije na vseh mestih - oporniki, nadstreški, podporniki, timpanoni, vrata in okna - vse kaže na dobro orkestrirano simfonijo.
Kraljeva palača je bila prvotno locirana na trgu Dattaraya in se je šele kasneje preselila na lokacijo kraljevega trga. Zaradi potresa leta 1934 je bil trg močno prizadet in se zato zdi prostornejši od tistih v Katmanduju in Patanu.

### Tempelj Njatapola
Tempelj Nyatapola je 5-nadstropna pagoda v Bhaktapurju. Tempelj je postavil nepalski kralj Bhupatindra Malla v petmesečnem obdobju od konca 1701 do 1702. Gre za tempelj Sidha Lakšmi, hindujske boginje blaginje. Njen temelj naj bi bil širši od templjeve baze.

### Tempelj Bhairab Nath
To je še ena pagoda boga Bhairaba, groznega izgleda Šive. Stoji v bližini templja Njatapola in ga je prvotno zgradil kralj Jagat Jyoti Malla v skromnem obsegu. Kasneje ga je preoblikoval kralj Bhupatindra Malla, vnet ljubitelj umetnosti, v tisto, kar je zdaj trinadstropni tempelj.

### Tempelj Datatreja
Tempelj Datatreja je star toliko kot palača s 55 okni. Trinadstropni tempelj Datatreja v slogu pagode, s kipi hindujske trojice (Brahma ustvarjalec, Višnu ohranjevalec in Šiva uničevalec), je bil zgrajen v času vladanja kralja Yaksha Malla (1428 - 1482) in je bil odprt za javnost okoli leta 1486, šele po njegovi smrti. Natančen datum izgradnje templja je še vedno nejasen. Ta tempelj je bil, po ljudskem prepričanju, zgrajen iz enega kosa lesa iz enega drevesa. Na vhodu sta dve veliki skulpturi Džaiput borcev, Džaimala in Pata (kot v templju Njatapola), Chakra in pozlačeni kovinski kip Garuda, ptičjega božanstva. Okoli templja so izrezljane lesene plošče z erotičnimi dekoracijami. Kasneje leta 1548 ga je kralj Vishwa Malla popravil in obnovil.
Tik ob templju je samostan (Math) z izjemno izrezljanimi pavjimi okni. Ta znana okna so bila izrezljana v času vladavine kralja Vishwa Malla. Samostan je poln umetniških fasad z rešetkastimi okni in izrezljanimi stebri.

### Čangu Narajan
Čangu Narajan je starodavni hindujski tempelj v bližini vasi Čangunarajan v Katmandujski dolini na vrhu hriba na vzhodnem koncu doline. To je 6 kilometrov severno od Bhakathapurja in 22 kilometrov od Katmanduja. Tempelj je eden najstarejših hindujskih templjev doline in naj bi bil zgrajen prvič v 4. stoletju. Čangu Narajan je ime Višnuja, tempelj pa mu je posvečen. Kamnita plošča, ki je bila odkrita v bližini templja, izvira iz 5. stoletja in je najstarejši kamniti napis, odkrit v Nepalu. Ponovno je bil obnovljen, ko je bil stari tempelj opustošen. Številne kamnite skulpture segajo v obdobje Licčavidov. Tempelj Čangu Narajan je UNESCO  uvrstil na seznam svetovne dediščine. 
Tempelj je dvostrešna konstrukcija, kjer je idol Višnu v svoji inkarnaciji kot Narajana. Odlično zgrajen tempelj ima zapletene strešne opornike, ki prikazujejo tantrična božanstva z več rokami. Klečeča podoba Garuda (datirana v 5. stoletje), vahana ali Višnujevo vozilo s kačo okoli vratu, je obrnjena proti templju. Pozlačena vrata prikazujejo kamnite leve, ki varujejo tempelj. V vratih so tudi pozlačena okna. Na obeh stebrih na vhodu sta vklesana školjka in disk, simbola Višnuja. Ne-hindujcem vstop v tempelj ni dovoljen.

### Ta Pukhu (Siddha Pokhari)
Ta Pukhu (Siddha Pokhari) je velik pravokoten vodni zbiralnik blizu glavnih mestnih vrat. Zgrajen je bil v času vladavine kralja Yakshya Malla v začetku 15. stoletja in je povezan s številnimi miti. S tega mesta je ob jasnih dnevih viden širok spekter zasneženih vrhov.

### Kip Kailašnath Mahadev
Kip Kailašnath Mahadev je najvišji kip Šive na svetu. Višina tega kipa je 43,6 metrov in stoji 20 km od Katmanduja. Gradbena dela na kipu so se začela leta 2004 in so bila zaključena leta 2012. Odprtje kipa je potekalo 21. junija 2012. Ta kip je na 32. mestu na seznamu vseh kipov po višini na svetu. Narejen je bil iz bakra, cementa, cinka in jekla. Da bi bila ta ogromna struktura mogoča, je bilo poklicnih veliko delavcev in oblikovalcev kipov iz Indije.

## Festivali
Bhaktapur je znan tudi kot mesto festivalov in praznovanj. Mesto praznuje festivale vsak mesec od praznovanja novega leta do Holi puni konec leta.
- Bisket Jatra (Biska Jatra - novoletni festival)

Ta starodavni letni festival v Bhaktapurju poteka v novem letu koledarja Bikram Sambat. Nekaj dni pred novim letom, običajno v Chaitra 27 ali Chaitra 28, če je 31 dni v mesecu, sta boginja 'bhadrakali' in bog 'bhairab' postavljena v svojih raths ali ogromnih vozovih in potisnjena skozi ozke ulice Bhaktapurja z množico mladih moških.
Vozovi počivajo na določenih mestih v mestu in ljudje pridejo ven, da bi ponudili cvetje, riž, kovance in rdeči sindur prah. Zadnji dan starega leta je na robu mesta postavljen visok lesen drog, ki se imenuje 'lyesing dha' ali 'lingam'. Dolge zastave visijo z drogov, simbolizirajo kače ... Nag in Nagini. Na novo leto je postavljen steber, ki simbolizira zmago nad zlom! .. Ljudje uživajo ob novem dnevu skupaj z zmago nad zlom. Na Baisakh 5 voz spet potegnejo na ozke ulice Bhaktapurja in ga pripeljejo na svoje mesto, trg Taumadhi, ki označuje konec Bisketa Jatre.
- Kumar Khasti (Sithi Nakha)

Pred sodobnim vodovodnim sistemom so bili vodnjaki in kuwas osnova za oskrbo z vodo v Bhaktapurju. V tem ugodnem dnevu ljudje očistijo vodnjake in častijo Naag, ki dajejo prednost dobrim padavinam v monsunu. Praznujejo z okusnimi jedmi kot sta bara in chatamari.
- Gathamaga čarja

Gathamaga je sestavljena iz slame, ki simbolizira hudiča. Lokalno naredijo gathamago v svojem kraju in jo požgejo, da bi odstranili hudiča iz kraja. Prav tako pravijo, da komar izgubi eno nogo na ta dan.
- Sa: Paaru (Gai Džatra)

Praznovanje Gai Džatra Bhaktapurja je zanimivo med Katmandujem in Lalitpurjem. V današnjem času se v mestu v spomin na mrtve prenašajo visoke palice iz bambusa, ovite v tkanino s snopom slame ter  dežnikom na vrhu. Fotografija mrtvih je obešena v tej palici, imenovani Ta macha.
Tudi barvita procesija, znana kot Ghing tang gishi, je glavna atrakcija tega festivala. Ljudje uživajo in plešejo v ritmih glasbe in se igrajo s palico v skladu z ritmom. Ljudje se okrasijo z maskami, barvami in celo v ženske obleke.
- Gunlā

Gunlā (tudi Gumlā) je ime 10. meseca nepalskega lunarnega koledarja. To je sveti mesec posvečen Budi, ki ga praznujemo v Katmanduju, Patanu in Bhaktapurju. Privrženci označujejo sveti mesec tako, da vsak dan v jutranjem romanju hodijo do Svajambuja v Katmanduju in drugih budističnih templjev, kjer igrajo glasbo Gunla Bajan. Glasbene skupine predstavljajo različne kraje mesta. Pobožni preberejo svete spise doma in na svetih dvoriščih. Nekateri se postijo. Še ena dejavnost v Gunli je Dyah Thāyegu (द्यः थायेगु), ko privrženci s kalupom izdelajo majhne stupe iz črne gline.
V Bhaktapurju se zadnji dan Gunle Pančadan praznuje drugače. Pet Bud pripeljejo na trg Taumadhi, skupaj z Gunlo Bajo, posebno glasbilo, ki se igra samo na Gunli in z Budo zaokrožijo okoli mesta Bhaktapur.
- Pulu Kisi (Indra Džatra)

Verjame se, da je sina nebes ugrabil hudič po imenu Maisasur, ki je nato zvezal Indrovega sina in ga ubil. Indra je bila šokirana, ko je slišala smrt svojega sina in poslala slona, pulukisija, da bi našel in ubil Maisasurja. Toda legenda pravi, da pulukisi ni mogel najti Maisurja do danes. Ta Džatra je igra tiste legendarne zgodbe, kjer je del pulu kisi okrog mesta, ki išče Maisasurja.
- Sithi Nakha

V Bhaktapurju ta dan nosijo nosilec s podobo hindujske boginje Bhagvati v pisani procesiji skozi trg Njatapol.
- Dhanja Purnima (Jomari Purnima)

V tem dnevu kmetje v Katmandujski dolini častijo Anapurno, boginjo žita, za dober pridelek riža in uživajo v prazniku po napornem sezonskem delu. Jomari je glavni element na meniju tega dne.
Jomari, tudi Jamari, je poslastica skupnosti Nevarcev v Nepalu. Gre za parjen cmok, ki je sestavljen iz zunanje obloge iz riževe moke in nadeva sladkih snovi, kot je čaku. Delikatesa ima zelo pomembno vlogo v družbi Nevarcev in je ključni del festivala Jomari punhi. Nekateri pravijo, da je trikotna oblika jamarjev simbolna predstavitev polovice shadkone, simbola Sarasvatija in modrosti.
- Maghe sankranti (Ghya-chaku sankranti) (Makar Sankranti)

Ta festival zaznamuje zimski solsticij, Nevarci pa se udeležijo praznika s posebnimi jedmi. To so maslo (ghyu), melasa (chaku) in jam.
V Bhaktapurju na ta prijeten dan budisti opravljajo samyak dan. Šakje in vajračarje (lit. "vajra acharya - guru ali mojster, je budistični duhovnik med nevarskimi skupnostmi) se zbirajo v samjaških tleh blizu ribnika Napukhu, skupaj s pančabudhami in samjak budhami. Darujejo se čaku kroglice in riž. Bhaktapur je edini v dolini, ki enkrat letno vodi samyak dan.
- Shree Panchami

Ljudje vidijo ta dan kot ugoden dan za ustanovitev novega podjetja. Trume privržencev Devi svetišča iščejo blagoslov. V Bhaktapurju ljudje obiskujejo Sashwo:dega v tem ugodnem dnevu, kjer se hrani idol budističnega božanstva Manjušri.

## V popularni kulturi
Delce hollywoodskega filma Mali Buda, v katerem nastopajo Keanu Reeves in Bridget Fonda, so posneli na Bhaktapurskem kraljevem trgu. Tudi delci indijskih filmov Hare Rama Hare Krishna in Baby  so bili ustreljeni v Bhaktapurju. 

## Potres 2015
Potres magnitude 7,8 , ki je 25. aprila 2015 prizadel Nepal, je poškodoval 116 spomenikov v mestu. Od tega jih je bilo 67 popolnoma uničenih, 49 pa delno poškodovanih. Potres je močno poškodoval Kraljevi trg, ki je pomembna dediščina, uvrščena na seznam Unescove svetovne dediščine. Glavni prostori templja Taleju so bili priča tudi škodi v nesreči.
Potres v Nepalu – Biharju leta 1934 je porušil več stavb, ki niso bile nikoli obnovljene. Čjasilin Mandap je bil obnovljen. 

## Galerija
- Bhaktapurski kraljevi trg
- Kip kralja Bhupatindra Malla
- Trg Taumadhi
- Pavje okno
- Ženska suši riž
- Bhaktapurski kraljevi trg
- Priprave na festival